# Alltid på väg
Alltid på väg är en svensk psalm från 1978 med musik och text skriven av prästen Ingmar Johánsson. Psalmen gavs 1979 ut på skivan Bildspråk. Textens andra vers är baserad på Första Korintierbrevet 13:12 och tredje versen på Predikaren 1:2, Lukasevangeliet 24:2-3 och Johannesevangeliet 3:16. Psalmen har tema som påminner om en hemlandssång men handlar mer om livet före döden än efter döden i himmelen.

## Publicerad i
- Cantarellen 1984 som nummer 3.
- Verbums psalmbokstillägg 2003 som nummer 795 under rubriken "Pilgrimsvandringen".[1]
- Se hur gudsvinden bär 2006.[1]
- Ung psalm som nummer 134.[1]

## Diskografi
- 1979 – Bildspråk.[1]